# Arrondissement Saint-Étienne
Arrondissement Saint-Étienne (fr. Arrondissement de Saint-Étienne) je správní územní jednotka ležící v departementu Loire a regionu Rhône-Alpes ve Francii. Člení se dále na 19 kantonů a 75 obcí.

## Kantony
| - Bourg-Argental - Le Chambon-Feugerolles - Firminy - La Grand-Croix - Pélussin - Rive-de-Gier - Saint-Chamond-Nord - Saint-Chamond-Sud - Saint-Étienne-Nord-Est-1 - Saint-Étienne-Nord-Est-2 | - Saint-Étienne-Nord-Ouest-1 - Saint-Étienne-Nord-Ouest-2 - Saint-Étienne-Sud-Est-1 - Saint-Étienne-Sud-Est-2 - Saint-Étienne-Sud-Est-3 - Saint-Étienne-Sud-Ouest-1 - Saint-Étienne-Sud-Ouest-2 - Saint-Genest-Malifaux - Saint-Héand |